# Hexensabbat (Hans Baldung)
Der Hexensabbat ist ein Holzschnitt des deutschen Renaissancekünstlers Hans Baldung Grien. Der Holzschnitt stellt Hexen dar, die sich auf die Reise zum Hexensabbat vorbereiten. Es ist der erste Holzschnitt, den Baldung nach dem Verlassen des Ateliers seines Mentors Albrecht Dürer anfertigte, und eines der ersten Renaissancebilder, das sowohl fliegende Hexen als auch einen Hexensabbat darstellt.
Umgeben von menschlichen Knochen und Tieren vergnügt sich eine Gruppe von Hexen nackt, während sie durch die Lüfte schweben und Essen für den Sabbat zubereiten. Das Bild enthält auch Verweise auf die blasphemische Verachtung der Heiligen Messe seitens der Hexen und die libidinöse Natur der Hexen.

## Hintergrund
Dieser Druck entstand in der Stadt Straßburg, wo Hans Baldung tätig war. Es handelt sich um den ersten Druck, den Baldung anfertigte, nachdem er Meister geworden war und Dürers Werkstatt verlassen hatte, und um den ersten mit seinen Initialen, die am rechten Rand des Blattes an einem Baumast hängen.
Der Hexensabbat stellt einen Clair-obscur-Holzschnitt dar. Bei diesem Holzschnitt handelt es sich um eine druckgrafische Technik, bei der mehrere Holzblöcke verwendet werden, um dem gedruckten Bild mehrere Farbabstufungen hinzuzufügen. Sie wurde bereits 1508 erfunden und hatte sich in den Drucken von Lucas Cranach dem Älteren und Hans Burgkmair bewährt. Dank dieser neuen Technik konnte Baldungs Szene bei Nacht gedruckt werden. Dieser Druck wurde aus zwei Holzstöcken hergestellt, einem Block für schwarze Linien und einem Farbblock. Es gibt zwei Versionen vom Hexensabbat, eine mit einem orangefarbenen Tonblock und eine andere mit einem Grautonblock.

Baldung und sein Mentor Albrecht Dürer schufen im Laufe ihrer Karriere mehrere Bilder, die sich mit dem Thema der Hexen befassten. Zu den bemerkenswerten Werken gehören Dürers Die vier Hexen (1497) und Die Hexe (1500) sowie Baldungs Neujahrsgruß mit drei Hexen (1514) und Der behexte Stallknecht (1544). Es ist nicht bekannt, ob die Zeichnung Hexensabbat von Albrecht Altdorfer aus dem Jahr 1506 Baldungs Druck beeinflusst hat.

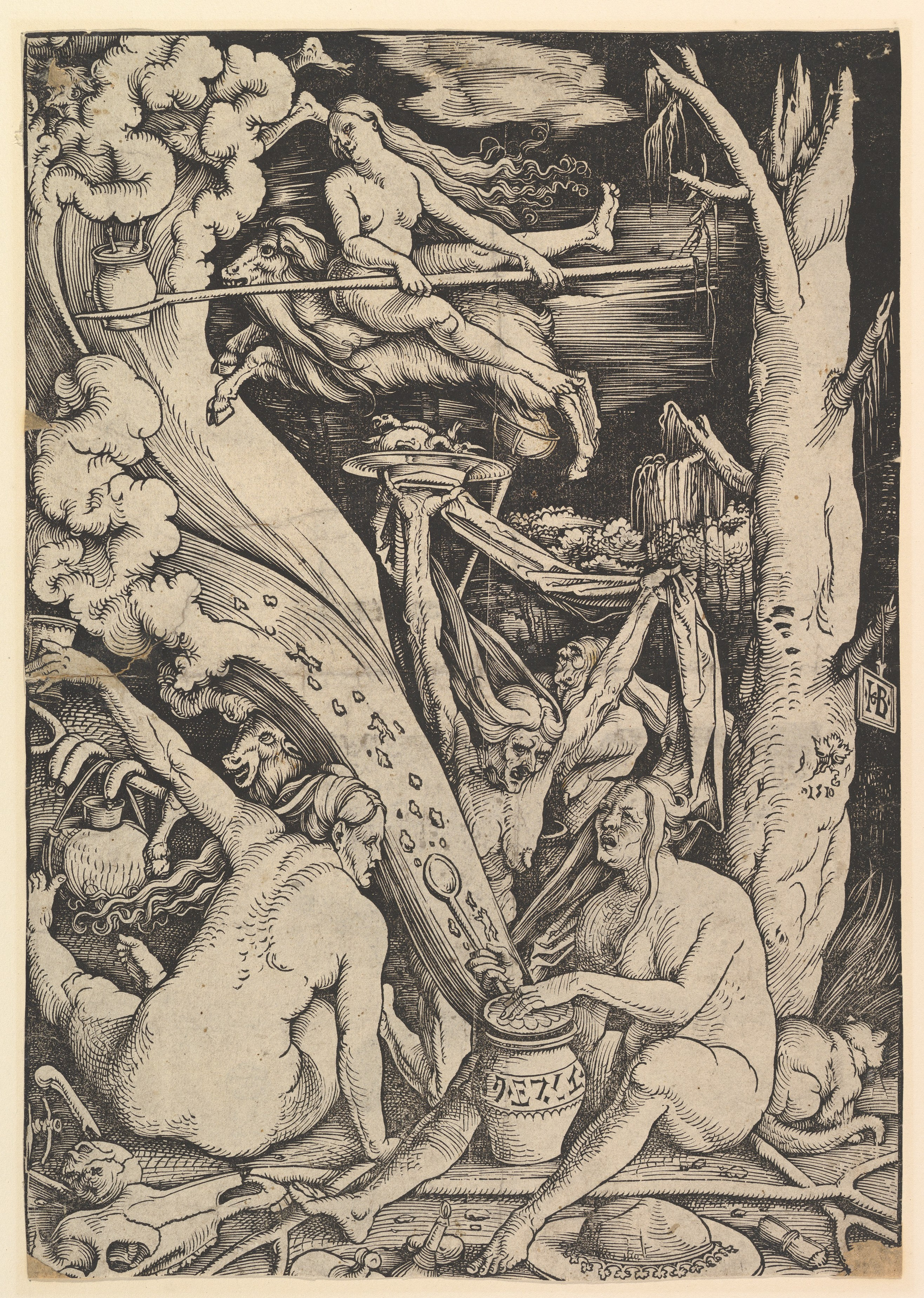
Bild ohne Farbblock.
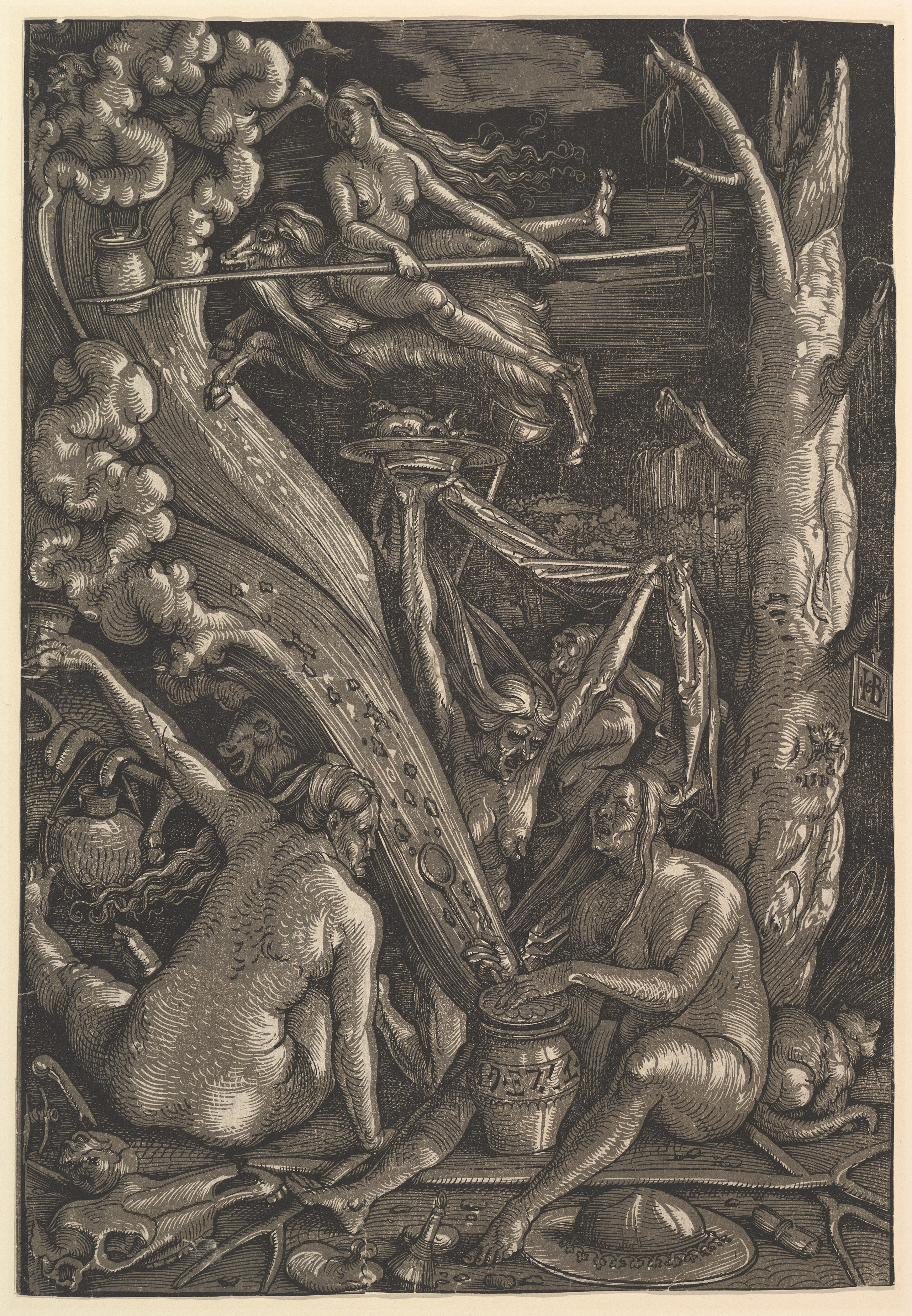
Orangefarben getönter Druck.
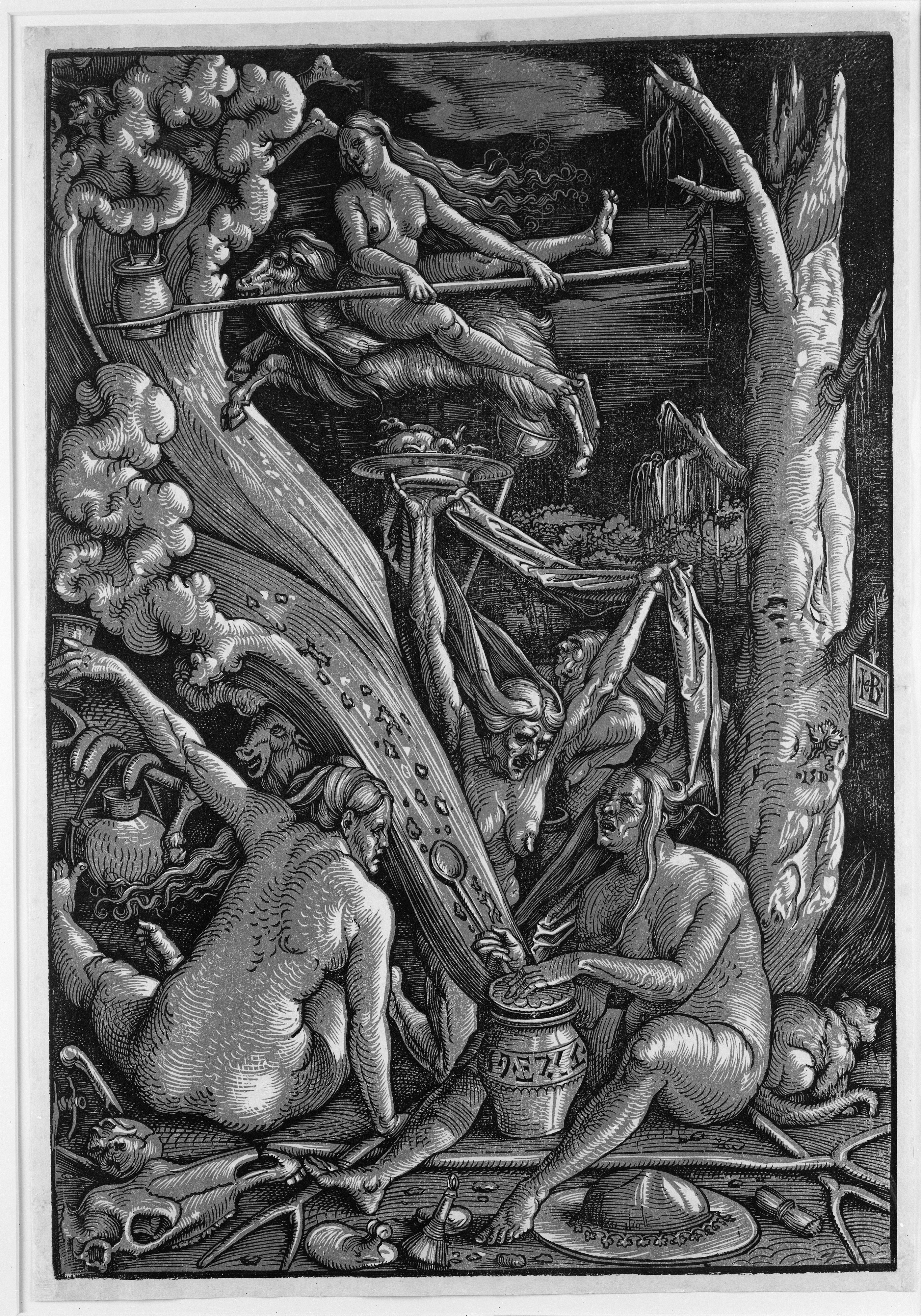
Grau getönter Druck.

## Bildinhalt

### Hexensabbat
Ein Hexensabbat war eine Veranstaltung, bei der sich Hexen versammelten, um den Satan zu verehren. Dieses Bild ist eine Umkehrung der Heiligen Messe. Anstatt den Leib und das Blut Christi zu empfangen, opferten die Teilnehmer dem Satan Menschenfleisch. Der Sabbat enthält Elemente der Bestialität und des Ehebruchs. Der Teufel in Form eines Tieres oder eines Menschen kopulierte am Sabbat mit allen Hexen. Es wurde auch angenommen, dass die Hexen diese sexuellen Handlungen vor ihren Kindern vollzogen. Die Kinder wurden ebenfalls dem Teufel übergeben, vermutlich als Opfer. In mehreren anderen Werken Baldungs, in denen es um Hexen oder hexenähnliche Figuren geht, kommen auch Kinder vor.
Es ist wichtig anzumerken, dass die Hexen in Baldungs Bild nicht wirklich bei einem Sabbat sind. Die Hexen bereiten hier einen Flugtrank vor, mit dem sie zum Sabbat, einer größeren Versammlung von Hexen, reisen können. Es fehlt das gemeinsame Feiern und Tanzen, wesentliche Elemente eines Sabbats. Der Topf mit dem Flugtrank und die ungegessenen Speisen deuten ebenfalls darauf hin, dass sie Nahrung zu einer größeren Versammlung transportieren.
Zur Zeit der Entstehung des Bildes im Jahr 1510 galt der Sabbat weitgehend als fiktive Idee. Die meisten Bauern wussten nichts davon, und selbst unter Theologen und Hexenjägern spielte der Sabbat in der Dämonologie nicht unbedingt eine große Rolle. Obwohl der Sabbat erstmals im Hexenhammer erwähnt wurde und später zu einem wesentlichen Bestandteil vieler Hexenprozesse wurde, war in Straßburg zu dieser Zeit die Legitimität der Existenz des Sabbats umstritten.

### Der Hexenflug
Auf diesem Bild von Baldung benutzen die Hexen eine Salbe in einem Krug, die für den Flug verwendet wird.
Die frühen Hexenjäger hielten es nicht für möglich, dass Hexen fliegen oder schweben können. Die Idee des Hexenflugs wurde im Canon Episcopi, einer Quelle für das Kirchenrecht des Mittelalters, in dem die „Hexerei“ ausdrücklich beschrieben wurde, offiziell verurteilt. Der Hexenflug wurde auch von Alfonso de Espina in seinem Werk Fortalicium Fidei, Gianfrancesco Ponzinibio in Tractatus de Lamiis, Jean Bodin in De la démonomanie des sorcier und in den Reden des Predigers Johann Geiler von Kaysersberg als Hirngespinst abgetan.
Obwohl ursprünglich als unmöglich erachtet, war die Flucht der Hexen eine wesentliche Voraussetzung für die Durchführung des Hexensabbats und der anschließenden Hexenverfolgung. Hexensabbate fanden im Allgemeinen weit entfernt von den Wohnorten der Hexen statt, daher mussten die Hexen in der Lage sein, große Entfernungen in kurzer Zeit zu überwinden, um an einem Sabbat teilzunehmen. Die Hexenjäger brauchten eine Möglichkeit, die Erläuterungen im Cannon Episcopi zu umgehen und die Idee der Hexenflucht trotzdem zu verbreiten, um so die Verfolgung von vermeintlichen Hexen weiter legitimieren zu können. Der Hexenhammer lieferte biblische Beweise für die Flucht als Macht Satans, indem er Matthäus ((Mt 4,8 )) zitierte, wo Satan Jesus auf einen Berggipfel hebt, um ihn zu verführen und sich dem Teufel zu unterwerfen.
Der Hexenflug wurde später in Hexenprozessen eingesetzt, insbesondere um die Aussage des Ehemannes zu diskreditieren: Der Ehemann konnte bezeugen, dass er die ganze Nacht an der Seite seiner Frau im Bett verbracht hatte, aber der Hexenflug ermöglichte es der vermeintlichen Hexe, zu gehen, während der Ehemann die Augen schloss, wegzufliegen, um am Sabbat teilzunehmen, und dann zurückzukommen, bevor der Ehemann erwachte.

## Widersprüchliche Interpretationen
Die Gelehrten sind sich uneins darüber, ob der Hexensabbat von Baldung als humorvolle Übertreibung des Glaubens der Hexenjäger oder als Darstellung, die Baldungs Publikum erschrecken sollte, zu verstehen sind.
Die Kunsthistorikerin Jane Schyler behauptet, dass der Hexensabbat den Glauben der kirchlichen Inquisitoren veranschaulichen und dass die Bilder direkt von den Schriften des Hexenhammers beeinflusst sind. Baldung, dessen Vater Anwalt und dessen Bruder Professor war, hatte wahrscheinlich über seine Familienmitglieder Zugang zum Hexenhammer.
Margaret Sullivan, ebenfalls Kunsthistorikerin, ist der Ansicht, dass Baldungs Werk nicht unbedingt dazu gedacht war, die offiziellen Vorstellungen von der Hexenverfolgung korrekt wiederzugeben. Vor dem Jahr 1500 waren Hexen in der breiten Öffentlichkeit nahezu unbekannt. Sullivan weist darauf hin, dass im Deutschland des frühen 15. Jahrhunderts Hexenprozesse und Hinrichtungen eigentlich relativ selten waren. Baldung und Dürer waren beide in humanistischen Kreisen in Straßburg aktiv, und die Humanisten betrachteten die Hexerei meist als eine Angelegenheit, die eher belustigend und weniger als ernstzunehmen war. Da Baldung Humanist war, könnte das Aussehen der Hexen eine Anspielung auf die klassische Mythologie sein. Es ist plausibel, dass Baldung durch die Veröffentlichung von Marcus Annaeus Lucanus De Bello Civili (in dem die Hexe Erichtho vorkommt) in Straßburg im Jahr zuvor, zu dieser Darstellung inspiriert wurde. Die Nacktheit der Hexen diente Baldung auch als künstlerische Gelegenheit, seine Fähigkeiten in der Darstellung der menschlichen Anatomie zu zeigen.